# Hypodiscus rugosus
Hypodiscus rugosus är en gräsväxtart som beskrevs av Carl Friedrich Philipp von Martius. Hypodiscus rugosus ingår i släktet Hypodiscus och familjen Restionaceae. Inga underarter finns listade i Catalogue of Life.